# Rondoniense SC
Der Rondoniense Social Clube, in der Regel nur kurz Rondoniense genannt, ist ein Fußballverein aus Porto Velho im brasilianischen Bundesstaat Rondônia.
Aktuell spielt der Verein in der zweiten Liga der Staatsmeisterschaft von Rondônia.

## Erfolge
- Staatsmeisterschaft von Rondônia: 2016

## Stadion
Der Verein trägt seine Heimspiele im Estádio Aluízio Ferreira, auch unter dem Namen Estádio Municipal Aluízio Pinheiro Ferreira oder Aluizão bekannt, in Porto Velho aus. Das Stadion hat ein Fassungsvermögen von 7000 Personen.

## Trainerchronik
Stand: August 2021
| Trainer           | Nation    | von  | bis  |
| ----------------- | --------- | ---- | ---- |
| Ariel Mamede      | Brasilien | 2016 |      |
| Ricardo da Rocha  | Brasilien | 2016 |      |
| Ionay da Luz      | Brasilien | 2016 | 2017 |
| Parma de Oliveira | Brasilien | 2017 |      |
| Luis dos Reis     | Brasilien | 2018 |      |
| Nivaldo Lancuna   | Brasilien | 2019 |      |
| Ramon Requena     | Brasilien | 2021 |      |
| Josinaldo Lima    | Brasilien | 2021 |      |